# Obiora Ike

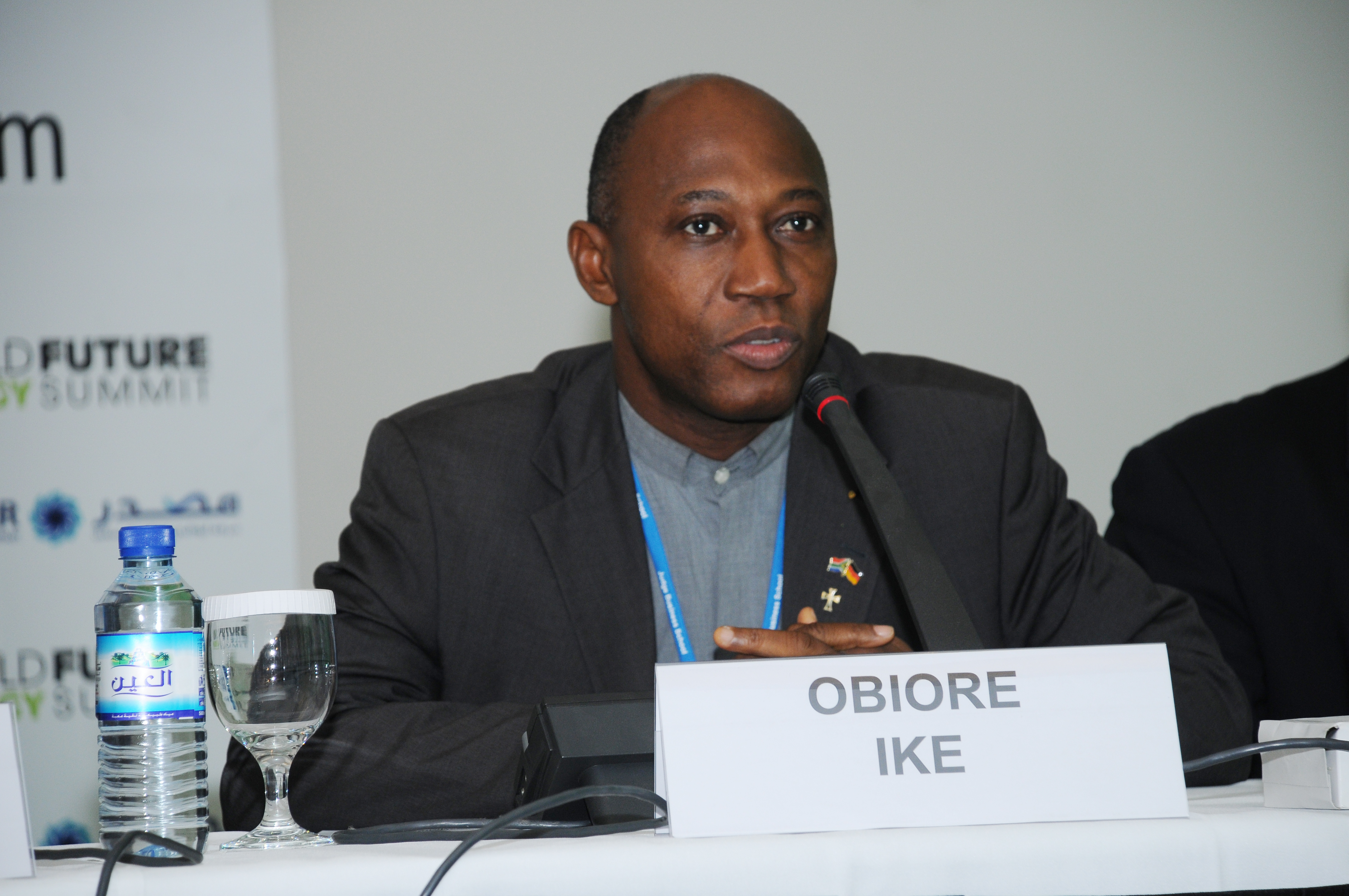
Obiore Ike im Januar 2009, Agenda for the New Millennium in Abu Dhabi

Obiora Francis Ike, Rufname Obi, (* 7. April 1956 in Gusau, Nordwestnigeria) ist ein nigerianischer römisch-katholischer Geistlicher und Menschenrechtler. Von 1998 bis 2009 war er Generalvikar im Bistum Enugu. Seit 2016 ist er Direktor der Stiftung Globethics.net.

## Leben
Obiora Ike besuchte die Bigard Memorial Seminary in Enugu und den Campus von Ikot Ekpene. Im Alter von 22 Jahren erlangte er einen Bachelor of Arts in Philosophie. Ab 1978 studierte er an der Leopold-Franzens-Universität Innsbruck und machte Abschlüsse in Politikwissenschaften, Philosophie und Theologie. In Innsbruck wurde er zum Diakon geweiht, am 4. Juli 1981 empfing er in Hohenems im österreichischen Vorarlberg durch den damaligen Feldkircher Bischof Bruno Wechner die Priesterweihe.
1985 wurde er an der Rheinischen Friedrich-Wilhelms-Universität Bonn mit der Arbeit Value, meaning, and social structure of human work: with reference to „Laborem exercens“ and its relevance for a post-colonial African society in Theologie und Philosophie promoviert. 1986 habilitierte er sich in Sozialethik, Geschichte und Afrikanistik. Er wurde Mitglied der Afrikastudiengesellschaft in Los Angeles und der Internationalen Politischen Wissenschaftsgesellschaft in Ottawa, Kanada.
Er gründete in den nächsten Jahren zwanzig Nichtregierungsorganisationen, die erste war 1986 in Nigeria das Katholische Institut für Entwicklung, Gerechtigkeit und Frieden (CIDJAP). Die Organisationen befassen sich mit Themen wie Christen und Muslime, die Verteidigung der Menschenrechte, die Entwicklungshilfe, die Existenzgründung, die Bildung, die Ökumene, die Selbstbestimmungsrechte, die Gerechtigkeit und den Frieden. 1993 erhielt er einen Ruf auf die Gastprofessur für Ethik und Afrikanische Geschichte an die niederländische Universität Tilburg. 1996 wechselte er an den Fachbereich Katholische Theologie der Johann Wolfgang Goethe-Universität Frankfurt am Main.

### Generalvikar Bistum Enugu
Von 1998 bis 2009 war Obiora Ike Generalvikar im Bistum Enugu, Nigeria. Im Oktober 2002 entging er nur knapp einem Mordanschlag. Mit Unterstützung von Martin Lohmann, dem ehemaligen Chefredakteur des Rheinischen Merkur hat er 2007 das Buch Wende dein Gesicht der Sonne zu verfasst. Er ist Mitglied der Internationalen Gesellschaft für Menschenrechte (IGFM) in Frankfurt am Main. Er ist seit 2005 Mitglied des Club of Rome und dessen Präsident in Nigeria. Seit 2006 ist er Mitglied der Katholischen Studentenverbindung K.D.St.V. Ripuaria Aachen im Cartellverband (CV). Auf dem Treffpunkt Weltkirche in Augsburg 2008 forderte er die in Europa lebenden Christen auf, vom Schlafe aufzustehen und dem Missionsbefehl zu folgen.
Er spricht fließend Englisch, Französisch, Deutsch, Igbo und Hausa.

## Ehrungen und Auszeichnungen
- 1987 Titel „Mond der für alle scheint“ durch den Igboland, Häuptling vom Stamm des Umana Clans
- 1993 Preis der Internationalen Gesundheitsstiftung, Utrecht
- 1997 Shalom-Preis des Arbeitskreises für Gerechtigkeit und Frieden der Katholischen Universität Eichstätt
- 1999 Ernennung zum Monsignore (Prälat) durch Papst Johannes Paul II.
- 2001 „Paul Harris Fellow“ des Internationalen Rotarierclubs, München/Ludwigshafen
- 2005 „Bischof-Paul-Etoga-Medaille“ der CV-Afrika-Hilfe, Köln
- 2006 Förderung durch die Stiftung „Omnis Religio“, Nachrodt (NRW)
- 2020 Stephanus-Preis der Stephanus-Stiftung für verfolgte Christen[5]

## Schriften
- Obiora F. Ike: Value, meaning, and social structure of human work, Lang Frankfurt am Main 1986, ISBN 3-8204-9640-8
- Obiora F. Ike: Afrika in eigener Sache: Weisheit, Kultur und Leben der Igbo, IKO – Verlag für Interkulturelle Kommunikation Frankfurt am Main 2003, ISBN 3-88939-691-7
- Obiora F. Ike: Globalisation & African self-determination: what is our future?, IKO – Verlag für Interkulturelle Kommunikation Frankfurt am Main 2005, ISBN 3-88939-753-0
- Obiora F. Ike, Martin Lohmann: Wende dein Gesicht der Sonne zu. Pattloch, München 2007, ISBN 978-3-629-02157-1